# Jacob Wesley Ulm
Jacob Wesley Ulm (nacido el 9 de octubre de 1974) es un médico-investigador, autor y bioinformático estadounidense de los Institutos Nacionales de Salud. Es conocido sobre todo por sus comentarios y artículos sobre la salud dirigidos al público que aparecieron durante y después de la pandemia de COVID-19. Ulm ha sido consultado y ha aparecido en publicaciones y medios de comunicación como Forbes, Parade, Shape, Verywell Health, Medical News Today, Eat This, Not That, Yahoo!, MSN, Business Insider, Best Life, Care.com y otros importantes medios internacionales.

## Primeros años, educación y carrera profesional
Ulm creció en Alexandria, Virginia. Se licenció en Química con mención en Bioquímica en la Universidad de Duke, summa cum laude, y posteriormente cursó un programa conjunto de máster y doctorado en la Facultad de Medicina de la Universidad de Harvard y el Instituto Tecnológico de Massachusetts (MIT), con una tesis doctoral centrada en la terapia génica retroviral.

## Vida personal
Mientras estudiaba medicina, Ulm se convirtió en campeón del concurso Jeopardy! y participó en el Torneo de Campeones de 1998.
Como cantante y compositor, fundó una colaboración musical de rock alternativo, J. Wes Ulm and Kant's Konundrum, con la que publicó un EP de debut y un vídeo musical premiado, a lo que siguió el reconocimiento como semifinalista en el Concurso Internacional de Composición de Canciones para producciones posteriores.

## Publicaciones y libros

### Covid-19
- Updates on the R-1 COVID-19 variant [Actualizaciones sobre la variante R-1 COVID-19]. Shape[4]
- COVID booster shots for seniors [Dosis de refuerzo de COVID para personas mayores]. Care.com[22]
- Parents and the new COVID-19 variants [Los padres y las nuevas variantes de COVID-19]. Verywell Family
- COVID reinfection concerns [Preocupaciones por la reinfección por COVID]. Eat This, Not That[23]
- COVID booster options and mixing-and-matching [Opciones de dosis de refuerzo de COVID y mezclas y combinaciones]. Best Life[24]

### Salud general
- Common flu symptoms to be aware of [Los síntomas más comunes de la gripe a tener en cuenta]. Forbes [25]
- Pediatric RSV hospitalization [Hospitalización pediátrica por VRS]. Business Insider[26]
- Manifestations of congestive heart failure [Síntomas de la insuficiencia cardíaca congestiva]. Eat This, Not That[27]
- ChatGPT and other Chatbot-generated resources for general health [ChatGPT y otros recursos generados por Chatbot para la salud general]. Health Reporter[28]

- Anti-inflammatory prospective therapy for Alzheimer’s disease [Terapia prospectiva antiinflamatoria para la enfermedad de Alzheimer]. Medical News Today[29]

### Artículos biomédicos especializados
- Modulation of viral tropism and cellular restriction based on retroviral capsid components [Modulación del tropismo viral y la restricción celular basada en componentes de la cápside retroviral]. Virology[30]
- Drug repurposing for COVID-19 [Reutilización de medicamentos para COVID-19]. Transboundary and Emerging Diseases[31]
- Drug repositioning for Duchenne muscular dystrophy [Reposicionamiento de fármacos para la distrofia muscular de Duchenne]. Frontiers in Cell and Developmental Biology[32]
- Basic foundations of gene therapy, Wiley [Fundamentos básicos de la terapia génica, Wiley]. Encyclopedia of Genetics[16]

### Otros
- Macroeconomic metrics and significance of non-debt purchasing power [Métricas macroeconómicas e importancia del poder adquisitivo sin deuda]. International Policy Digest[33] and The Birmingham News[34]

## Premios y reconocimientos
- National Merit Scholar [Beca Nacional al Mérito][35]
- Valedictorian, T.C. Williams High School[12]
- Second prize, annual Neurofibromatosis Prize for Research Ideas competition [Segundo premio, el concurso anual Neurofibromatosis Prize for Research Ideas], patrocinado por la Fundación Nacional de Neurofibromatosis y la Asociación Internacional de Neurofibromatosis][36]